# Johan August Arfwedson
Pour les articles homonymes, voir Arfwedson.
Johan August Arfwedson (né le 12 janvier 1792 à Skagersholm et mort le 28 octobre 1841 à Hedensö), était un chimiste suédois, découvreur du lithium en 1817
Fils d'un entrepreneur, il devint, après des études de géologie, membre du collège de géologie de Stockholm. C'est comme collaborateur de Jöns Jacob Berzelius qu'il découvrit le lithium en 1817 lors de l'analyse de la pétalite.Arfwedson a également été membre de l'Académie royale des sciences de Suède.
En 1825, il épousa Sara Sofia von Ehreneim. Son nom fut donné à un minéral : l'arfvedsonite.

## Sources
- Notices d'autorité :   - VIAF
  - ISNI
  - GND

- (de) Cet article est partiellement ou en totalité issu de l’article de Wikipédia en allemand intitulé « Johan August Arfwedson » (voir la liste des auteurs).